# 運動の第1法則
運動の第1法則（うんどうのだい1ほうそく、英語: Newton's first law）または慣性の法則（かんせいのほうそく） は、慣性系における力を受けていない質点の運動を記述する経験則の一つ。

## 概要
紀元前4世紀から3世紀の中国において成立した「墨子」において「運動の停止はこれに抗する力による…抗する力が無ければ…運動は決して停止しない。」と記述されたのが知られる限り最初のものであるが、その後体系化されることはなかった。ガリレイやデカルトによってほぼ同じ形で提唱されていたものをニュートンが基本法則として整理した。
「すべての物体は、外部から力を加えられない限り、静止している物体は静止状態を続け、運動している物体は等速直線運動を続ける。」
この法則は、第2法則の具体例の１つで、力がかからない場合を考えている。
慣性の法則は、どのような座標系（英:coordinate system）でも成立するわけではない。例えば加速中の電車内に固定された座標系では、力を受けていない空き缶がひとりでに動きだすことがある。慣性の法則が成立するような基準系（いわゆる座標系）を慣性系という。
この法則は、第2法則と第3法則が常に例外なく成り立つような基準系（英:frame of reference）（即ち慣性系）が存在する事を主張する法則であると解釈される場合がある。ただし、プリンキピアで3法則を述べる前の注釈で、絶対空間を説明していて、ここで慣性系の存在を主張している。